# Mistrzostwa Świata w Saneczkarstwie 2017
47. Mistrzostwa świata w saneczkarstwie 2017 odbyły się w dniach 27-29 stycznia w austriackim Igls. Rozegranych zostało siedem konkurencji: sprint jedynek kobiet, jedynki kobiet, sprint jedynek mężczyzn, jedynki mężczyzn, sprint dwójek mężczyzn, dwójki mężczyzn oraz zawody drużynowe.

## Terminarz
| Data             | Miejscowość | Konkurencja               | Złoto                                                                   | Srebro                                                                         | Brąz                                                                             |
| ---------------- | ----------- | ------------------------- | ----------------------------------------------------------------------- | ------------------------------------------------------------------------------ | -------------------------------------------------------------------------------- |
| 27 stycznia 2017 | Igls        | Jedynki kobiet - sprint   | Erin Hamlin                                                             | Martina Kocher                                                                 | Tatjana Hüfner                                                                   |
| 27 stycznia 2017 | Igls        | Jedynki mężczyzn - sprint | Wolfgang Kindl                                                          | Roman Riepiłow                                                                 | Dominik Fischnaller                                                              |
| 27 stycznia 2017 | Igls        | Dwójki mężczyzn - sprint  | Niemcy Tobias Wendl · Tobias Arlt                                       | Austria Peter Penz · Georg Fischler                                            | Niemcy Sascha Benecken · Toni Eggert                                             |
| 28 stycznia 2017 | Igls        | Jedynki kobiet            | Tatjana Hüfner                                                          | Erin Hamlin                                                                    | Kimberley McRae                                                                  |
| 28 stycznia 2017 | Igls        | Dwójki mężczyzn           | Niemcy Sascha Benecken · Toni Eggert                                    | Niemcy Tobias Wendl · Tobias Arlt                                              | Niemcy Robin Geueke · David Gamm                                                 |
| 29 stycznia 2017 | Igls        | Jedynki mężczyzn          | Wolfgang Kindl                                                          | Roman Riepiłow                                                                 | Dominik Fischnaller                                                              |
| 29 stycznia 2017 | Igls        | Drużynowe                 | Niemcy Tatjana Hüfner · Johannes Ludwig · Toni Eggert · Sascha Benecken | Stany Zjednoczone Erin Hamlin · Tucker West · Matt Mortensen · Jayson Terdiman | Rosja Tatjana Iwanowa · Roman Riepiłow · Aleksandr Dienisjew · Władisław Antonow |

## Wyniki

### Jedynki kobiet – sprint
- Data / Początek: Piątek 27 stycznia 2017

| Medal | Zawodniczka          | Narodowość        | Czas   | Strata  |
| ----- | -------------------- | ----------------- | ------ | ------- |
|       | Erin Hamlin          | Stany Zjednoczone | 30,074 | -       |
|       | Martina Kocher       | Szwajcaria        | 30,083 | + 0,009 |
|       | Tatjana Hüfner       | Niemcy            | 30,084 | + 0,010 |
| 4.    | Emily Sweeney        | Stany Zjednoczone | 30,089 | + 0,015 |
| 5.    | Dajana Eitberger     | Niemcy            | 30,091 | + 0,017 |
| 6.    | Tatjana Iwanowa      | Rosja             | 30,099 | + 0,025 |
| 7.    | Kimberley McRae      | Kanada            | 30,109 | + 0,035 |
| 8.    | Miriam Kastlunger    | Austria           | 30,116 | + 0,042 |
| 9.    | Birgit Platzer       | Austria           | 30,117 | + 0,043 |
| 10.   | Ulla Zirne           | Łotwa             | 30,120 | + 0,046 |
|       | ---                  |                   |        |         |
| 22.   | Ewa Kuls             | Polska            | q      | -       |
| 25.   | Natalia Wojtuściszyn | Polska            | q      | -       |

### Jedynki kobiet
- Data / Początek: Sobota 28 stycznia 2017

| Medal | Zawodniczka          | Narodowość        | 1. zjazd | 2. zjazd | Czas     | Strata  |
| ----- | -------------------- | ----------------- | -------- | -------- | -------- | ------- |
|       | Tatjana Hüfner       | Niemcy            | 39,829   | 39,883   | 1:19,712 | -       |
|       | Erin Hamlin          | Stany Zjednoczone | 39,908   | 40,017   | 1:19,925 | + 0,213 |
|       | Kimberley McRae      | Kanada            | 40,052   | 39,900   | 1:19,952 | + 0,240 |
| 4.    | Summer Britcher      | Stany Zjednoczone | 39,998   | 39,989   | 1:19,987 | + 0,275 |
| 5.    | Alex Gough           | Kanada            | 39,920   | 40,081   | 1:20,001 | + 0,289 |
| 6.    | Natalie Geisenberger | Niemcy            | 40,184   | 39,822   | 1:20,006 | + 0,294 |
| 7.    | Martina Kocher       | Szwajcaria        | 40,057   | 39,950   | 1:20,007 | + 0,295 |
| 8.    | Julia Taubitz        | Niemcy            | 39,966   | 40,060   | 1:20,026 | + 0,314 |
| 9.    | Dajana Eitberger     | Stany Zjednoczone | 39,976   | 40,093   | 1:20,069 | + 0,357 |
| 10.   | Birgit Platzer       | Austria           | 40,036   | 40,052   | 1:20,088 | + 0,376 |
|       | ---                  |                   |          |          |          |         |
| 24.   | Ewa Kuls             | Polska            | 40,362   | -        | -        | -       |
| 28.   | Natalia Wojtuściszyn | Polska            | 40,445   | -        | -        | -       |

### Jedynki mężczyzn – sprint
- Data / Początek: Piątek 27 stycznia 2017

| Medal | Zawodnik            | Narodowość        | Czas   | Strata  |
| ----- | ------------------- | ----------------- | ------ | ------- |
|       | Wolfgang Kindl      | Austria           | 32,467 | -       |
|       | Roman Riepiłow      | Rosja             | 32,479 | + 0,012 |
|       | Dominik Fischnaller | Włochy            | 32,590 | + 0,123 |
| 4.    | Siemion Pawliczenko | Rosja             | 32,594 | + 0,127 |
| 5.    | Taylor Morris       | Stany Zjednoczone | 32,611 | + 0,144 |
| 6.    | Andi Langenhan      | Niemcy            | 32,643 | + 0,176 |
| 7.    | Theo Gruber         | Włochy            | 32,661 | + 0,194 |
| 8.    | Riks Rizitis        | Łotwa             | 32,670 | + 0,203 |
| 9.    | Kevin Fischnaller   | Włochy            | 32,676 | + 0,209 |
| 10.   | Felix Loch          | Austria           | 32,677 | + 0,210 |
|       | ---                 |                   |        |         |
| 32.   | Mateusz Sochowicz   | Polska            | q      | -       |
| dsq   | Maciej Kurowski     | Polska            | q      | -       |

### Jedynki mężczyzn
- Data / Początek: Niedziela 29 stycznia 2017

| Medal | Zawodnik            | Narodowość | 1. zjazd | 2. zjazd | Czas     | Strata  |
| ----- | ------------------- | ---------- | -------- | -------- | -------- | ------- |
|       | Wolfgang Kindl      | Austria    | 49,823   | 49,976   | 1:39,799 | -       |
|       | Roman Riepiłow      | Rosja      | 49,827   | 50,034   | 1:39,861 | + 0,062 |
|       | Dominik Fischnaller | Włochy     | 49,933   | 49,986   | 1:39,919 | + 0,120 |
| 4.    | Johannes Ludwig     | Niemcy     | 49,871   | 50,103   | 1:39,974 | + 0,175 |
| 5.    | Siemion Pawliczenko | Rosja      | 49,931   | 50,100   | 1:40,031 | + 0,232 |
| 6.    | Felix Loch          | Niemcy     | 49,892   | 50,164   | 1:40,056 | + 0,257 |
| 7.    | Andi Langenhan      | Niemcy     | 50,008   | 50,183   | 1:40,191 | + 0,392 |
| 8.    | Stiepan Fiedorow    | Rosja      | 50,035   | 50,177   | 1:40,212 | + 0,413 |
| 9.    | Armin Frauscher     | Austria    | 49,986   | 50,227   | 1:40,213 | + 0,414 |
| 10.   | Kevin Fischnaller   | Włochy     | 50,050   | 50,175   | 1:40,225 | + 0,426 |
|       | ---                 |            |          |          |          |         |
| 29.   | Maciej Kurowski     | Polska     | 50,553   | -        | -        | -       |
| 36.   | Mateusz Sochowicz   | Polska     | 50,985   | -        | -        | -       |

### Dwójki mężczyzn – sprint
- Data / Początek: Piątek 27 stycznia 2017

| Medal | Zawodnicy                             | Narodowość        | Czas   | Strata  |
| ----- | ------------------------------------- | ----------------- | ------ | ------- |
|       | Tobias Wendl Tobias Arlt              | Niemcy            | 29,843 | -       |
|       | Peter Penz Georg Fischler             | Austria           | 29,949 | + 0,106 |
|       | Toni Eggert Sascha Benecken           | Niemcy            | 29,956 | + 0,113 |
| 4.    | Thomas Steu Lorenz Koller             | Austria           | 30,013 | + 0,170 |
| 5.    | Robin Geueke David Gamm               | Niemcy            | 30,014 | + 0,171 |
| 6.    | Christian Oberstolz Patrick Gruber    | Włochy            | 30,024 | + 0,181 |
| 7.    | Andris Šics Juris Šics                | Łotwa             | 30,058 | + 0,215 |
| =     | Matt Mortensen Jayson Terdiman        | Stany Zjednoczone | 30,058 | + 0,215 |
| 9.    | Aleksandr Dienisjew Władisław Antonow | Rosja             | 30,129 | + 0,286 |
| 10.   | Tristan Walker Justin Snith           | Kanada            | 30,137 | + 0,294 |
|       | ---                                   |                   |        |         |
| 20.   | Wojciech Chmielewski Jakub Kowalewski | Polska            | q      | -       |

### Dwójki mężczyzn
- Data / Początek: Sobota 28 stycznia 2017

| Medal | Zawodnicy                             | Narodowość | 1. zjazd | 2. zjazd | Czas     | Strata  |
| ----- | ------------------------------------- | ---------- | -------- | -------- | -------- | ------- |
|       | Toni Eggert Sascha Benecken           | Niemcy     | 39,468   | 39,537   | 1:19,005 | -       |
|       | Tobias Wendl Tobias Arlt              | Niemcy     | 39,643   | 39,568   | 1:19,211 | + 0,206 |
|       | Robin Geueke David Gamm               | Niemcy     | 39,629   | 39,761   | 1:19,390 | + 0,385 |
| 4.    | Peter Penz Georg Fischler             | Austria    | 39,741   | 39,658   | 1:19,399 | + 0,394 |
| 5.    | Ludwig Rieder Patrick Rastner         | Włochy     | 39,703   | 39,941   | 1:19,644 | + 0,639 |
| 6.    | Aleksandr Dienisjew Władisław Antonow | Rosja      | 39,819   | 39,830   | 1:19,649 | + 0,644 |
| 7.    | Władisław Jużakow Jurij Prokhorow     | Rosja      | 39,863   | 39,821   | 1:19,684 | + 0,679 |
| 8.    | Christian Oberstolz Patrick Gruber    | Włochy     | 39,843   | 39,845   | 1:19,688 | + 0,683 |
| 9.    | Tristan Walker Justin Snith           | Kanada     | 39,766   | 39,924   | 1:19,690 | + 0,685 |
| 10.   | Thomas Steu Lorenz Koller             | Austria    | 39,859   | 39,844   | 1:19,703 | + 0,698 |
|       | ---                                   |            |          |          |          |         |
| 20.   | Wojciech Chmielewski Jakub Kowalewski | Polska     | 40,171   | -        | -        | -       |

### Drużynowe
- Data / Początek: Niedziela 29 stycznia 2017

| Medal | Zawodnicy                                                                  | Narodowość        | Czas     | Strata  |
| ----- | -------------------------------------------------------------------------- | ----------------- | -------- | ------- |
|       | Tatjana Hüfner/Johannes Ludwig/Toni Eggert/Sascha Benecken                 | Niemcy            | 2:08,474 | –       |
|       | Erin Hamlin/Tucker West/Matt Mortensen/Jayson Terdiman                     | Stany Zjednoczone | 2:08,664 | + 0,190 |
|       | Tatjana Iwanowa/Roman Riepiłow/Aleksandr Dienisjew/Władisław Antonow       | Rosja             | 2:08,984 | + 0,510 |
| 4.    | Andrea Vötter/Dominik Fischnaller/Ludwig Rieder/Patrick Rastner            | Włochy            | 2:08,995 | + 0,521 |
| 5.    | Birgit Platzer/Wolfgang Kindl/Peter Penz/Georg Fischler                    | Austria           | 2:09,050 | + 0,576 |
| 6.    | Alex Gough/Samuel Edney/Tristan Walker/Justin Snith                        | Kanada            | 2:09,090 | + 0,616 |
| 7.    | Ulla Zirne/Inārs Kivlenieks/Oskars Gudramovičs/Pēteris Kalniņš             | Łotwa             | 2:09,199 | + 0,725 |
| 8.    | Natalia Wojtuściszyn/Maciej Kurowski/Wojciech Chmielewski/Jakub Kowalewski | Polska            | 2:09,963 | + 1,489 |
| 9.    | Tereza Nosková/Ondrej Hyman/Lukáš Brož/Antonín Brož                        | Czechy            | 2:10,489 | + 2,015 |
| 10.   | Raluca Strămăturaru/Valentin Crețu/Cosmin Atodiresei/Ștefan Musei          | Rumunia           | 2:10,513 | + 2,039 |

## Klasyfikacja medalowa
| Miejsce | Państwo           | złoto | srebro | brąz | Razem |
| ------- | ----------------- | ----- | ------ | ---- | ----- |
| 1.      | Niemcy            | 4     | 1      | 3    | 8     |
| 2.      | Austria           | 2     | 1      | 0    | 3     |
| 3.      | Stany Zjednoczone | 1     | 2      | 0    | 3     |
| 4.      | Rosja             | 0     | 2      | 1    | 3     |
| 5.      | Szwajcaria        | 0     | 1      | 0    | 1     |
| 6.      | Włochy            | 0     | 0      | 2    | 2     |
| 7.      | Kanada            | 0     | 0      | 1    | 1     |